# Шибково
Шибково (рос. Шибково) — присілок у Іскітимському районі Новосибірської області Російської Федерації.
Входить до складу муніципального утворення Шибковська сільрада. Населення становить 905 осіб (2010).

## Історія
Згідно із законом від 2 червня 2004 року органом місцевого самоврядування є Шибковська сільрада.

## Населення
| 2002 | 2007  | 2010 |
| ---- | ----- | ---- |
| 916  | ↗1040 | ↘905 |